# Sicista
Sicista é um gênero de roedores da família Dipodidae.

## Espécies
- Sicista armenica Sokolov & Baskevich, 1988
- Sicista betulina (Pallas, 1779)
- Sicista caucasica Vinogradov, 1925
- Sicista caudata Thomas, 1907
- Sicista concolor (Büchner, 1892)
- Sicista kazbegica Sokolov, Baskevich & Kovalskaya, 1986
- Sicista kluchorica Sokolov, Kovalskaya & Baskevich, 1980
- Sicista napaea Hollister, 1912
- Sicista pseudonapaea Strautman, 1949
- Sicista severtzovi Ognev, 1935
- Sicista strandi (Formozov, 1931)
- Sicista subtilis (Pallas, 1773)
- Sicista tianshanica (Salensky, 1903)